# Cléodaios
Dans la mythologie grecque, Cléodaios (en grec ancien Κλεόδαιος / Kleódaios) est un Héraclide, fils d'Hyllos et père d'Aristomaque, faisant partie de la généalogie mythique des rois de Sparte.

## Étymologie
Le nom Κλεόδαιος / Kleódaios est issu de κλέος / kléos (« gloire », « renommée ») et de δαίνυμι / daínumi (« donner un repas, un banquet »).

## Mythe
Cléodaios est un Héraclide, fils d'Hyllos (lui-même fils d'Héraclès) et d'Iole,. Il est le père d'Aristomaque,. Certains scholiastes en font le père de Téménos (habituellement fils d'Aristomaque) avec une certaine Péridéa,. Comme son père et son fils, il meurt au cours d'une incursion dans le Péloponnèse. Cette généalogie, notamment rapportée par Hérodote, fait de Cléodaios un des ancêtres mythiques revendiquées par les deux dynasties royales de Sparte, les Agiades et les Eurypontides,.
Un fragment de Diodore de Sicile cite explicitement Cléodaios dans la généalogie de Caranos, fondateur de la dynastie des Argéades en Macédoine. Une scholie à l'Andromaque d'Euripide donne à Cléodaios une fille, Lanassa (de), l'épouse de Néoptolème, faisant de lui l'ancêtre de Pyrrhus Ier d'Épire.
Un autre Cléodaios est présenté comme le fils d'Héraclès et d'une esclave, alors que le héros est lui-même asservi par Omphale : il semble s'agir soit d'un transfert du mythe péloponnésien dans un contexte lydien, soit d'une variante locale.
Cléodaios donne son nom à la phratrie des Κλεοδαίδαι / Kleodaídai, fondée dans les années 460 av. J.-C. à Argos : le fait que les divisions institutionnelles de la cité fassent appel aux Héraclides pourrait indiquer une origine argienne du mythe. Une des quatre tribus messéniennes, créées en 369 av. J.-C., porte également le nom du héros.

## Culte
D'après Pausanias le Périégète, Cléodaios fait l'objet d'un culte héroïque à Sparte, avec un hérôon qui lui est dédié,.

### Sources antiques
- Pseudo-Apollodore, Bibliothèque [détail des éditions] [lire en ligne], II, 8 2.
- Diodore de Sicile, Bibliothèque historique [détail des éditions] [lire en ligne], IV, 31, 8 ; VII, fr. 17 (Loeb) ou fr. 19 (CUF).
- Hérodote, Histoires [détail des éditions] [lire en ligne], VI, 52 ; VII, 204 ; VIII 131.
- Pausanias, Description de la Grèce [détail des éditions] [lire en ligne], II, 7, 6 ; III, 15, 10.